# Friedrichsplatz (Karlsruhe)

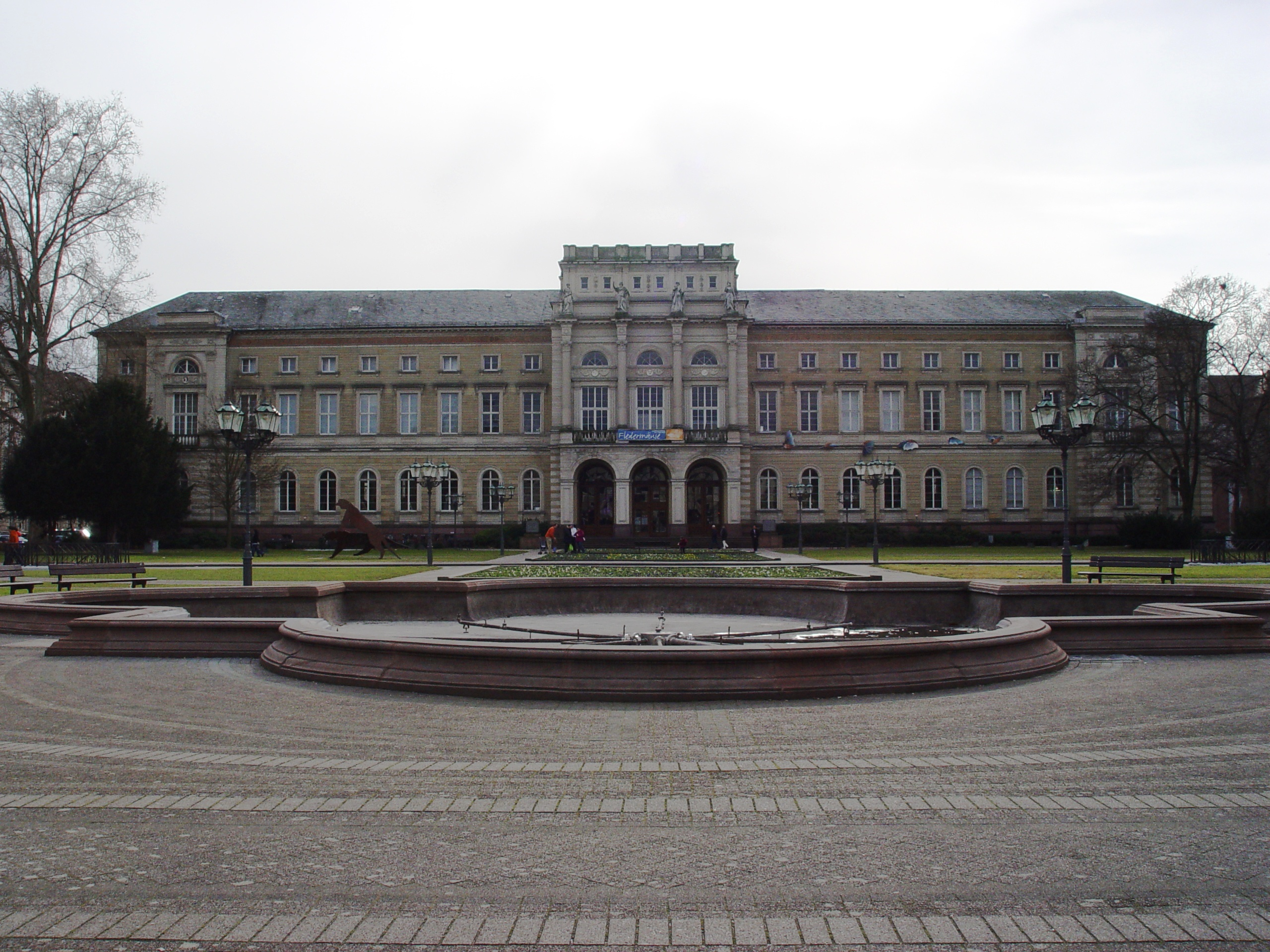
Musée d'histoire naturelle de Karlsruhe.

La Friedrichsplatz (place Frédéric) est une grande place du centre-ville de Karlsruhe en Allemagne. Elle doit son nom au grand-duc Frédéric Ier de Bade. 

## Histoire
En 1730, il est aménagé un parc à l'anglaise à l'endroit de la place actuelle. Ce parc demeure jusque dans les années 1870 et prend le nom de Erbprinzenpark (parc Prince-Héritier) d'après le prince héritier Louis de Bade. Le parc est réaménagé en 1856. Le château de Karlsruhe abritait alors une riche collection de livres, de pièces de monnaie anciennes et de minéraux. Il fallait donc construire un nouvel édifice pour ces collections grand-ducales. Le grand-duc Frédéric ordonne l'édification d'un grand musée ouvert sur une vaste place représentative. Le vainqueur du concours est Karl Joseph Berckmüller. Il réalise les plans du muséum d'histoire naturelle et prévoit d'autres bâtiments, pour former une place rectangulaire. Plusieurs immeubles d'habitation sont construits ainsi que le ministère actuel du Land de Bade. Karl Mayer est l'auteur en 1874 d'une fontaine au milieu.
Lorsque le musée d'histoire naturelle est construit, le parc Louis est partagé en deux. Au sud, l'on aménage le jardin des Nymphes (Nymphengarten), et la partie Nord prend le nom de place Frédéric. Aujourd'hui, elle est traversée en diagonale par la Erbprinzenstraße. 

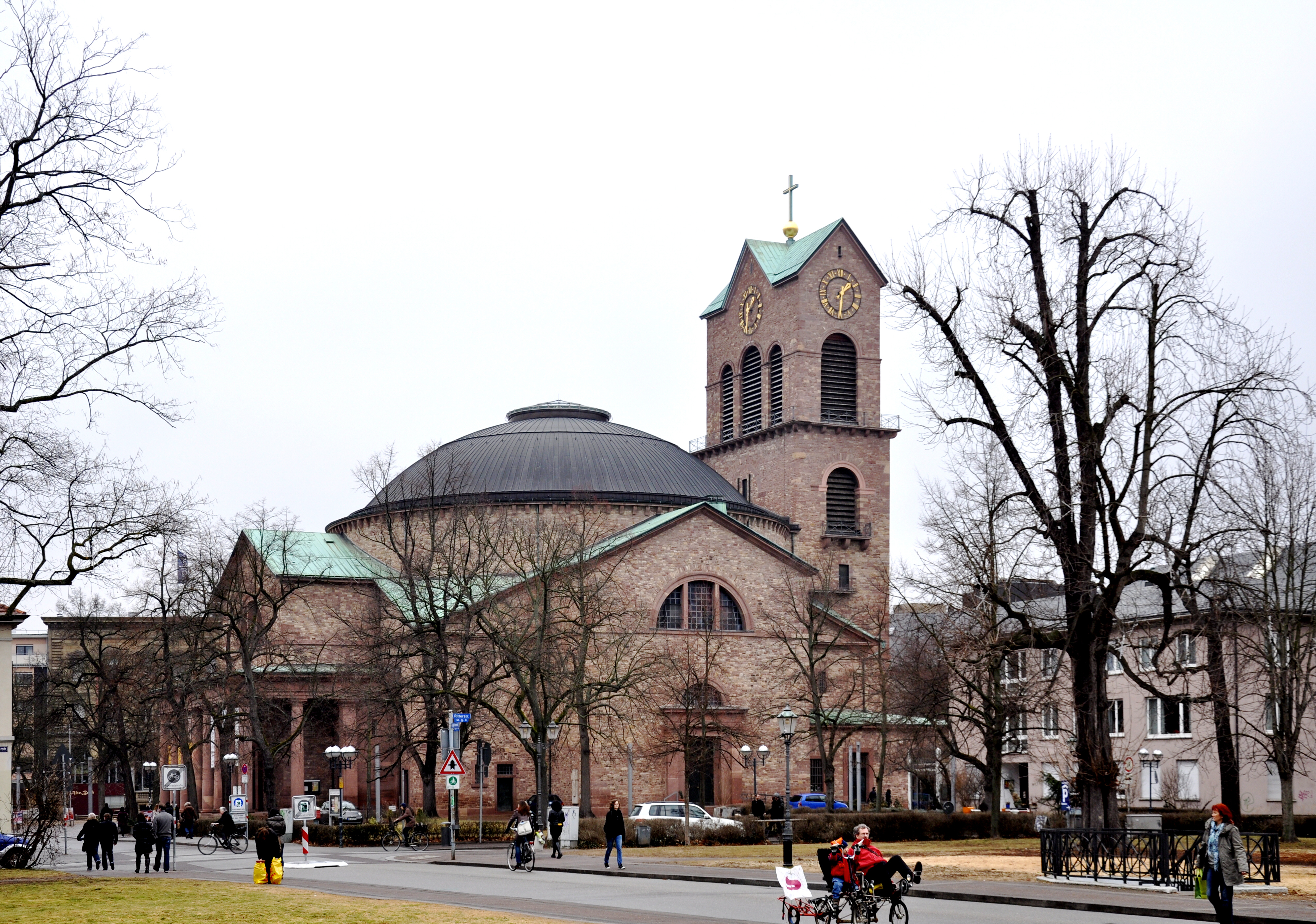
Église Saint-Étienne
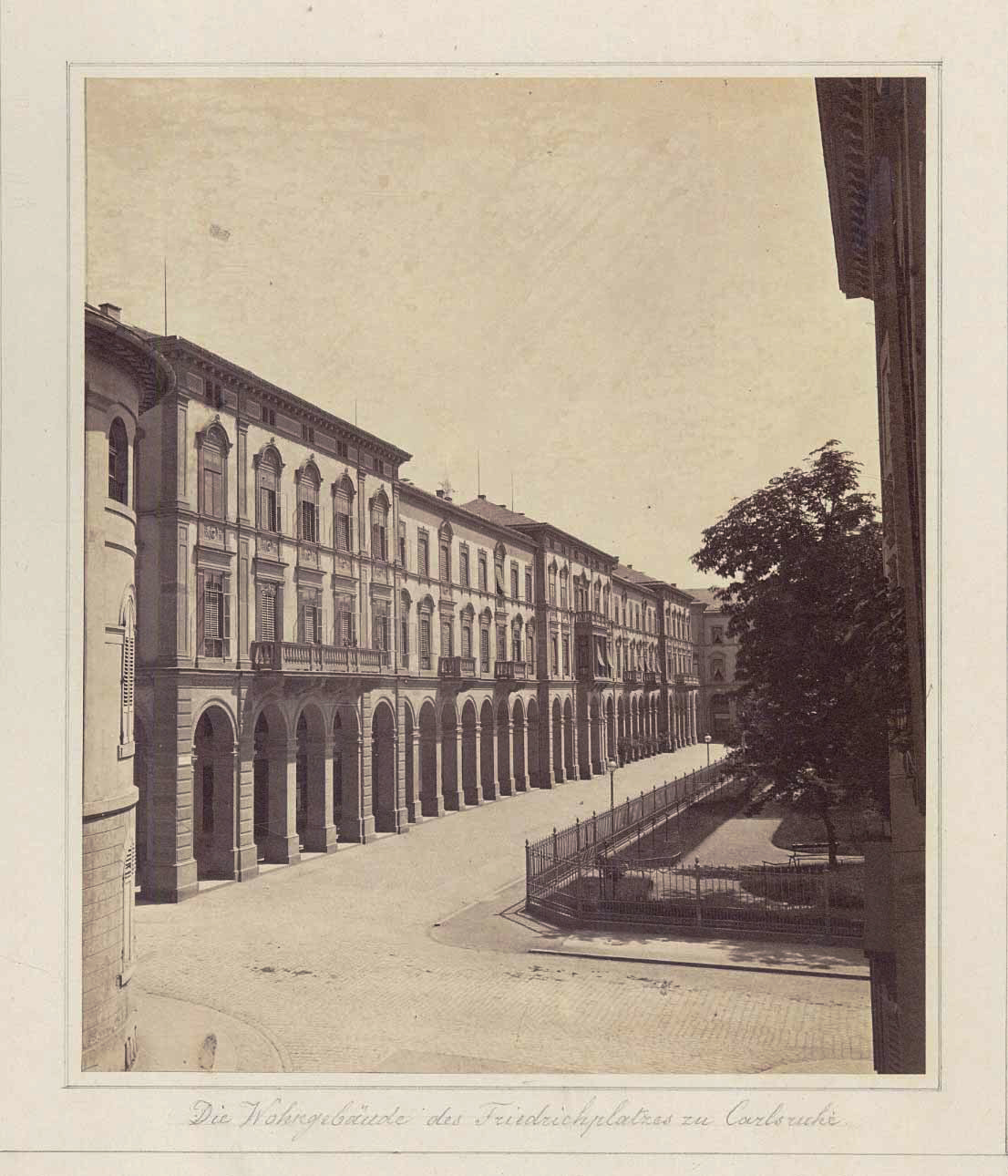
Immeubles donnant sur la place, en partie détruits pendant la Seconde Guerre mondiale.

Après la Seconde Guerre mondiale, la place se présente comme ravagée car un certain nombre d'immeubles ont été détruits. Certains sont reconstruits ou laissent la place à de nouveaux bâtiments, mais la plupart sont construits dans un style des années 1960 impersonnel. L'un des architectes de l'époque est Erich Schelling.
En raison de travaux de construction permanents sur la  Marktplatz, des événements tels que le Christkindlesmarkt ont été déplacés sur la Friedrichsplatz depuis 2010 environ, certains des espaces plantés ayant été enlevés. 

## Édifices
On trouve donnant sur la place les édifices suivants:
- Bibliothèque de Bade (1983-1991) d'Oswald Mathias Ungers
- Muséum d'histoire naturelle (1865-1873) de Josef Berckmüller
- Église Saint-Étienne (1808-1814) de Friedrich Weinbrenner
- Bibliothèque d'État de Karlsruhe (1991-1993) à l'emplacement de l'ancienne assemblée
- Centre commercial ECE (ou Ettinger Tor Karlsruhe) (2003-2005)

Il y a aussi sur cette place les bâtiments de l'IHK de Karlsruhe et une filiale de la  Baden-Württembergische Bank (banque de Bade-Wurtemberg).